# Ichneumon insulator
Ichneumon insulator är en stekelart som beskrevs av Horstmann 2008. Ichneumon insulator ingår i släktet Ichneumon och familjen brokparasitsteklar. Inga underarter finns listade i Catalogue of Life.